# Delfølge
En delfølge er i matematik en talfølge som kan afledes af en anden talfølge ved at fjerne nogle af elementerne uden at ændre rækkefølgen af de tilbageværende elementer. For eksempel er talfølgen {\displaystyle \langle A,B,D\rangle } en delfølge af {\displaystyle \langle A,B,C,D,E,F\rangle } som er fremkommet ved at fjerne elementerne {\displaystyle C}, {\displaystyle E} og {\displaystyle F}.

## Fælles delfølge
Hvis X og Y er to talfølger, siges talfølgen Z at være en fælles delfølge af X og Y, hvis Z er en delfølge af både X and Y.  For eksempel, hvis
{\displaystyle X=\langle A,C,B,D,E,G,C,E,D,B,G\rangle } og
{\displaystyle Y=\langle B,E,G,C,F,E,U,B,K\rangle }
så vil en fælles delfølge af X og Y være
{\displaystyle Z=\langle B,E,E\rangle .}
Det vil ikke være den længste fælles delfølge, da Z kun 3 elementer, og den fælles delfølge {\displaystyle \langle B,E,E,B\rangle } har længden  4. Den længste fælles delfølge af X og Y er {\displaystyle \langle B,E,G,C,E,B\rangle }.

## Anvendelser
Delfølger har anvendelser i datalogi, specielt inden for bioinformatik hvor computere bruges til at sammenligne, analysere og gemme strenge af DNA, RNA og proteiner.
Tag for eksempler to følger af DNA med 37 elementer:
SEQ1 = ACGGTGTCGTGCTATGCTGATGCTGACTTATATGCTA
SEQ2 = CGTTCGGCTATCGTACGTTCTATTCTATGATTTCTAA
Den længste fælles delfølge (LCS = Longest Common Subsequence) af følgerne SEQ1 og SEQ2 er:
LCS(SEQ1,SEQ2) = CGTTCGGCTATGCTTCTACTTATTCTA
Dette kan illustreres ved at fremhæve de 27 elementer i den længste fælles delfølge:
SEQ1 = ACGGTGTCGTGCTATGCTGATGCTGACTTATATGCTA
SEQ2 = CGTTCGGCTATCGTACGTTCTATTCTATGATTTCTAA
En anden måde at vise dette er at justere de to følger så elementer i den længste fælles delfølge er placeret under hinanden (markeret med en lodret streg) og introducere et særligt tegn (her en vandret streg) i en følge hvor to elementer under hinanden er forskellige:
SEQ1 = ACGGTGTCGTGCTAT-G--C-TGATGCTGA--CT-T-ATATG-CTA-
        | || ||| ||||| |  | |  | || |  || | || |  ||| 
SEQ2 = -C-GT-TCG-GCTATCGTACGT--T-CT-ATTCTATGAT-T-TCTAA
Delfølger bruges til at bestemme hvor ensartede to stykker DNA er ved at bruge rækkefølgen af DNA-baserne: adenin (A), guanin (G), cytosin (C) og thymin (T).

## Sætninger
- Enhver uendelig følge af reelle tal har en uendelig monoton delfølge. (Dette bruges i beviset for Bolzano–Weierstrass' sætning).
- Enhver begrænset uendelig reel talfølge har en konvergent delfølge. (Dette er Bolzano–Weierstrass' sætning).
- For alle heltal r og s gælder at enhver talfølge med en længde på mindst (r − 1)(s − 1) + 1 indeholder en monotont voksende delfølge med længden r eller en monotont aftagende delfølge med længden s. (Dette er Erdős–Szekeres' sætning).